# Oldřich Krejčoves
Oldřich Krejčoves, známý také jako Olda Krejčoves (* 1. února 1971 Chomutov), je český kytarista. Na hudební scéně se pohybuje od 90. let, patří k zakladatelům funkové hudební skupiny Monkey Business, jejímž je od roku 1999 členem.

## Hudební kariéra
Oldřich Krejčoves se narodil v Chomutově, ale dětství prožil v Kadani. K hudbě ho přivedla rodina, mimo kytaru se učil hrát také na trubku, foukací harmoniku nebo akordeon. Působil v několika kapelách různých žánrů, od popové přes punkovou po heavy metalovou. Během vojenské služby se dostal do Prahy a stal se členem Armádního uměleckého souboru. V Praze poté zakotvil a v roce 1992 se stal členem hudební skupiny Kollerband Davida Kollera. Následně byl členem hudebního doprovodu muzikálu Jesus Christ Superstar a v 90. letech působil také v hudebních skupinách Pan Pot, Pusa nebo v doprovodné kapele Báry Basikové. V roce 1999 stál u zrodu populární funkové skupiny Monkey Business. Jako host se objevil na deskách Lenky Dusilové, Oskara Petra, Miro Žbirky nebo Vlasty Horvátha. V roce 2008 vydal vlastní autorské album Je to důvod hudební skupiny Okrej. Společně s Markem Žežulkou hraje také v kapele Potpalto.